# Wasserschloss St. Ulrich

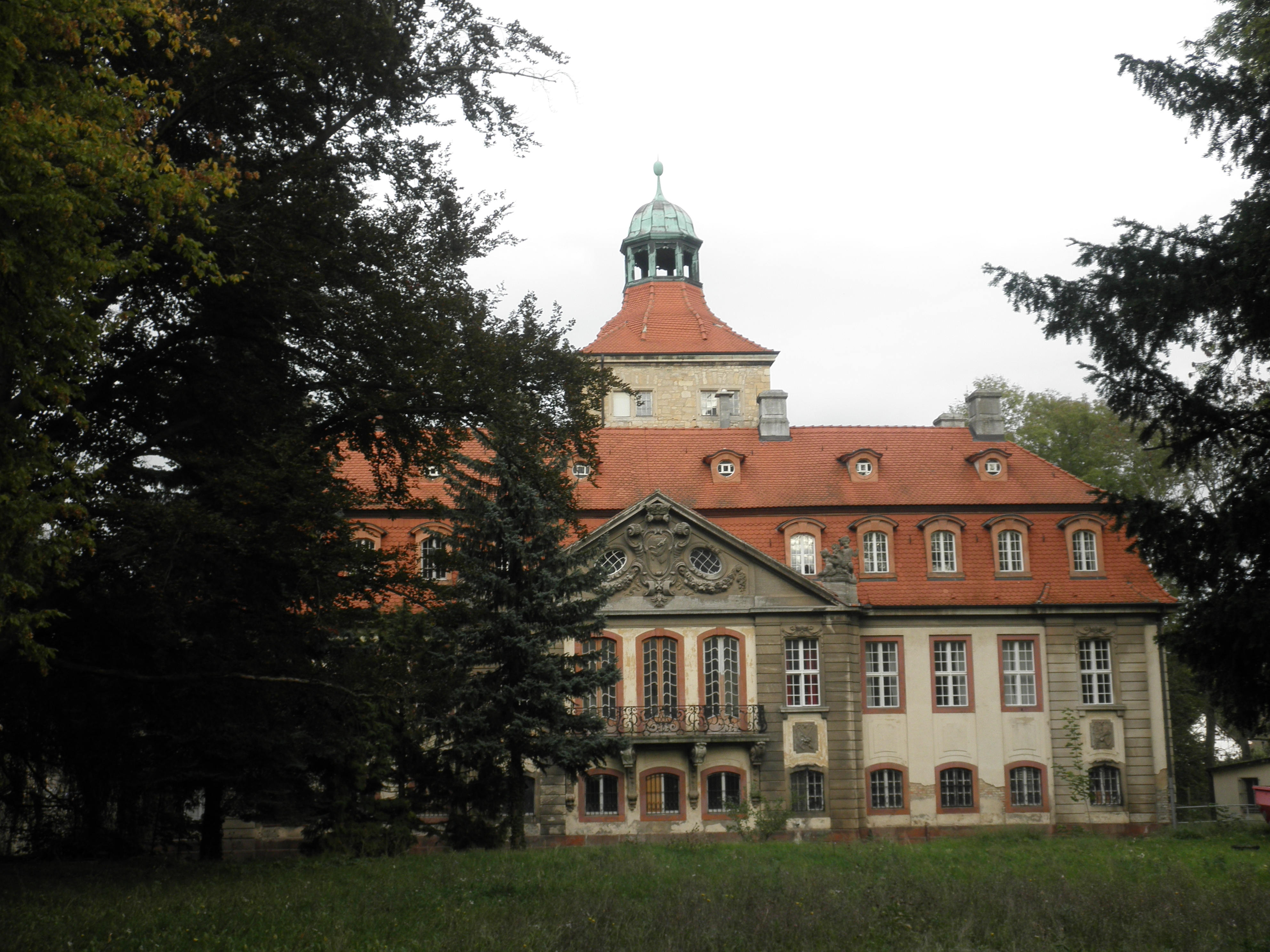
Schloss von Westen

Das Wasserschloss St. Ulrich in Mücheln (Geiseltal) ist das Herrenhaus des ehemaligen Ritterguts St. Ulrich, eine hochgotische bis neubarocke Anlage um einen im Kern noch mittelalterlichen Turm. Es befand sich von 1770 bis 1945 im Besitz der Familie von Helldorff.

## Geschichte

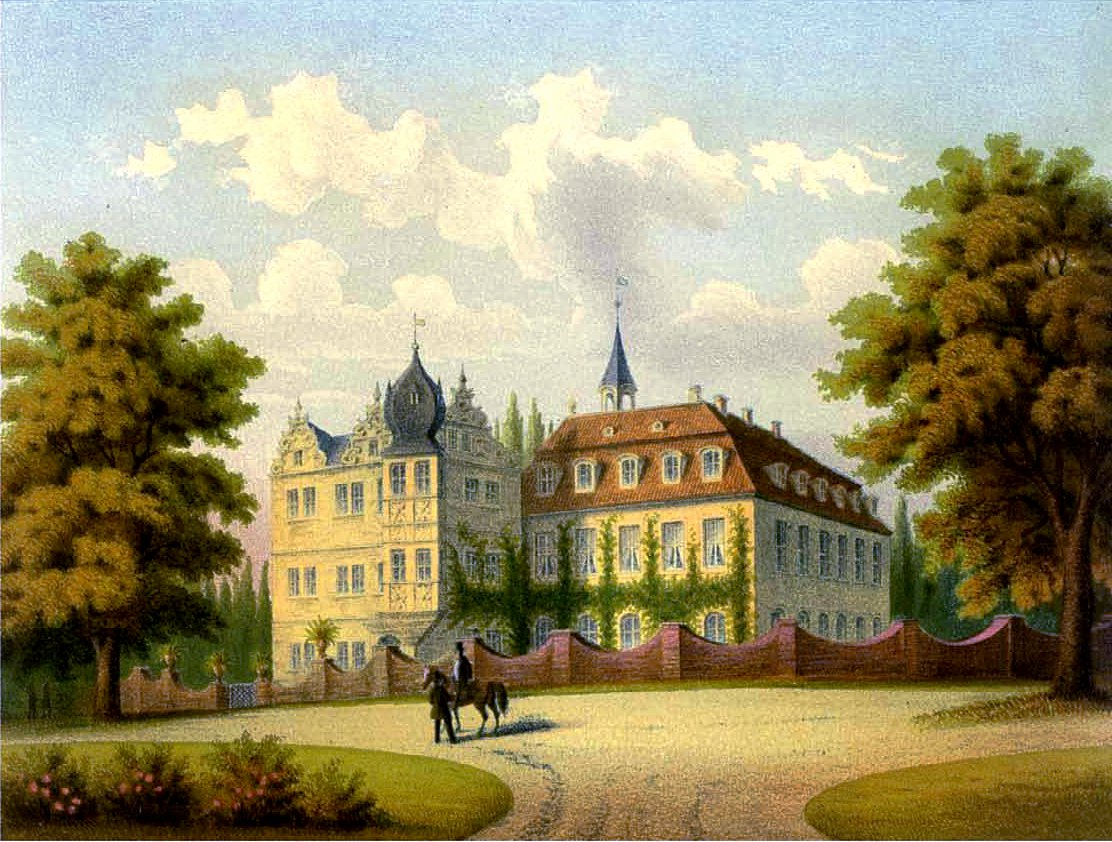
Rittergut St. Ulrich um 1860, Sammlung Alexander Duncker

Im 12. Jahrhundert gab es am Platz des heutigen Schlosses eine Wasserburg, deren Graben von der damals noch sehr wasserreichen Geisel gespeist wurde. Der Baubeginn des Schlosses lag in der zweiten Hälfte des 15. Jahrhunderts. Es wurde auf einer Pfahlgründung aus Eichenholz errichtet. Der Graben um das Schloss muss auch heute gefüllt bleiben, damit die Pfähle nicht durch Austrocknen ihre Stabilität verlieren. Das Schloss weist Bauteile aus Hochgotik und Renaissance um einen im Kern noch mittelalterlichen Turm auf. 1624 wurde es noch einmal umgebaut. Besonders bemerkenswert ist ein quadratischer Renaissance-Erker  mit Zwiebelhaube an der Gebäudekante neben dem Haupteingang.
Von 1528 bis 1764 befanden sich Schloss und Rittergut im Besitz der Familie von Breitenbauch. Um 1720 ließ der damalige Besitzer, ein Herr von Breitenbauch, benachbart zu Schloss und Gut am sonnigen Südhang der Geisel einen Barockgarten nach französischem Vorbild und daneben einen Landschaftspark im englischen Stil anlegen. 1770 kaufte Johann Heinrich von Helldorff, Domherr des Hochstifts Merseburg, das gesamte Anwesen. Von 1921 bis 1925 ließ Karl Roderich von Helldorff das Wasserschloss durch die Berliner Architekten Alfred Breslauer und Paul Salinger umbauen. Unter anderem wurde der schlichte sechsachsige Barockflügel auf der Westseite auf dreizehn Achsen verbreitert und mit einer neubarocken Fassade versehen. Helldorff stattete das Schloss mit zahlreichen, nach 1918 erworbenen Barock- und Rokokomöbeln aus, unter anderem aus den Residenzschlössern von Bamberg und Würzburg. Schloss, Rittergut, Schlosspark und Terrassengarten blieben nun bis zur entschädigungslosen Enteignung 1945 im Besitz der Familie von Helldorff. Die letzte Bewohnerin, Reinhild von Helldorf geb. von Werthern, Witwe von Karl Roderich, musste am 14. Oktober 1945 mit ihren Kindern das Schloss verlassen.
Nach dem Zweiten Weltkrieg wurde das Schloss Jugendwerkhof und von 1948 bis 1993 Kinderheim. Der Bau befand sich 2010 in sanierungsbedürftigem Zustand, die entsprechenden Arbeiten erfolgen schrittweise.

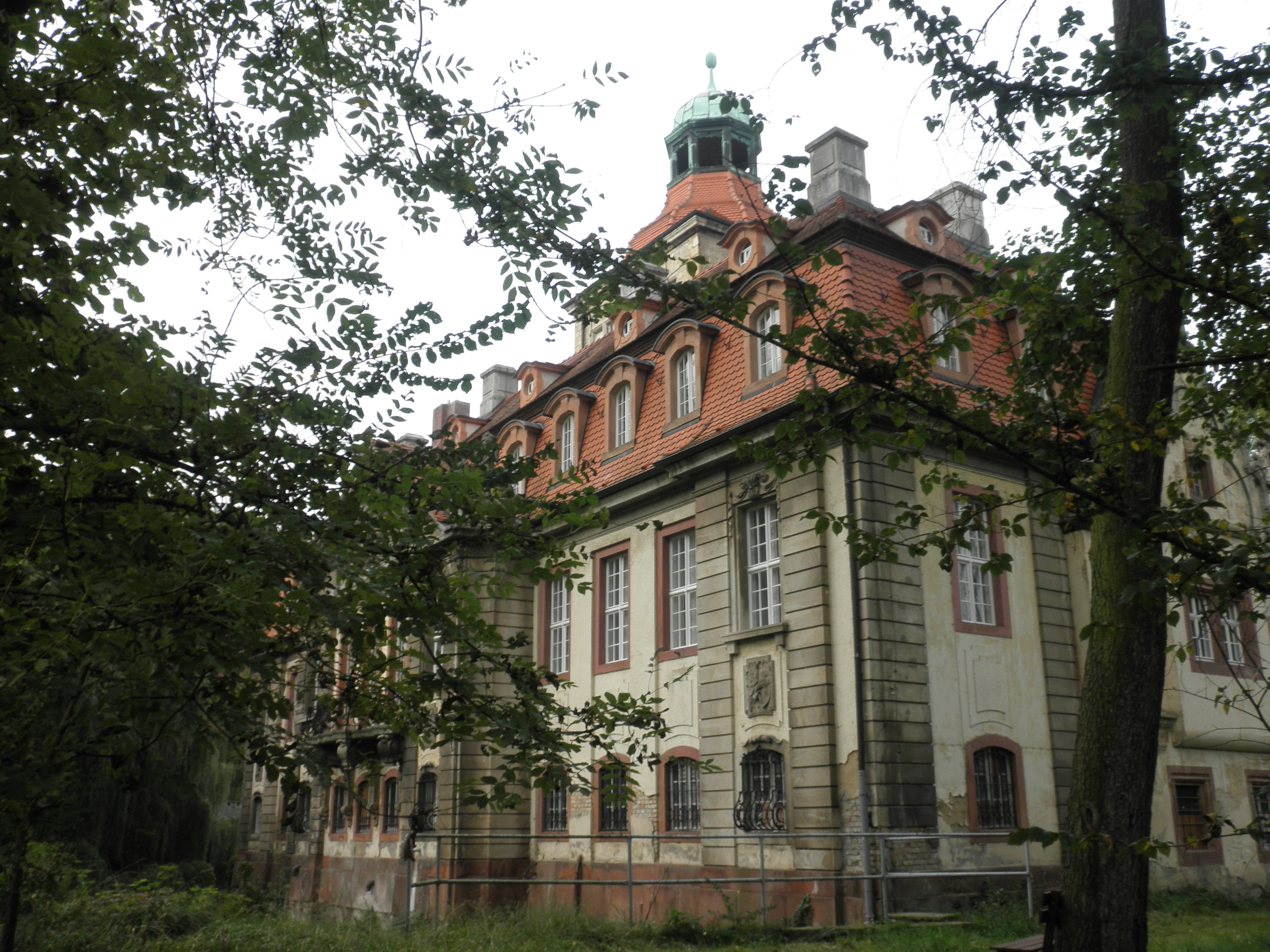
Schloss von Südwesten
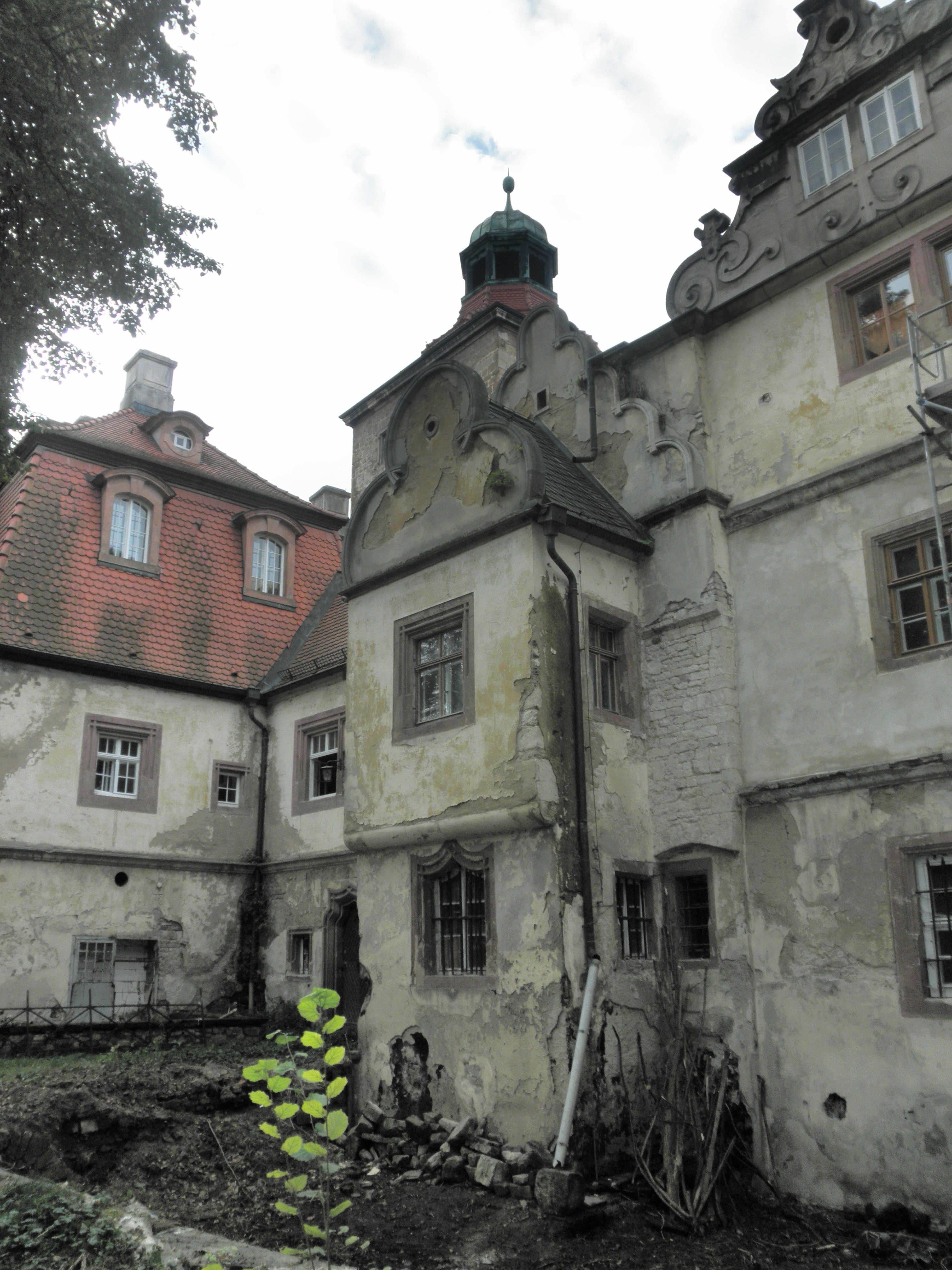
Schloss von Südosten
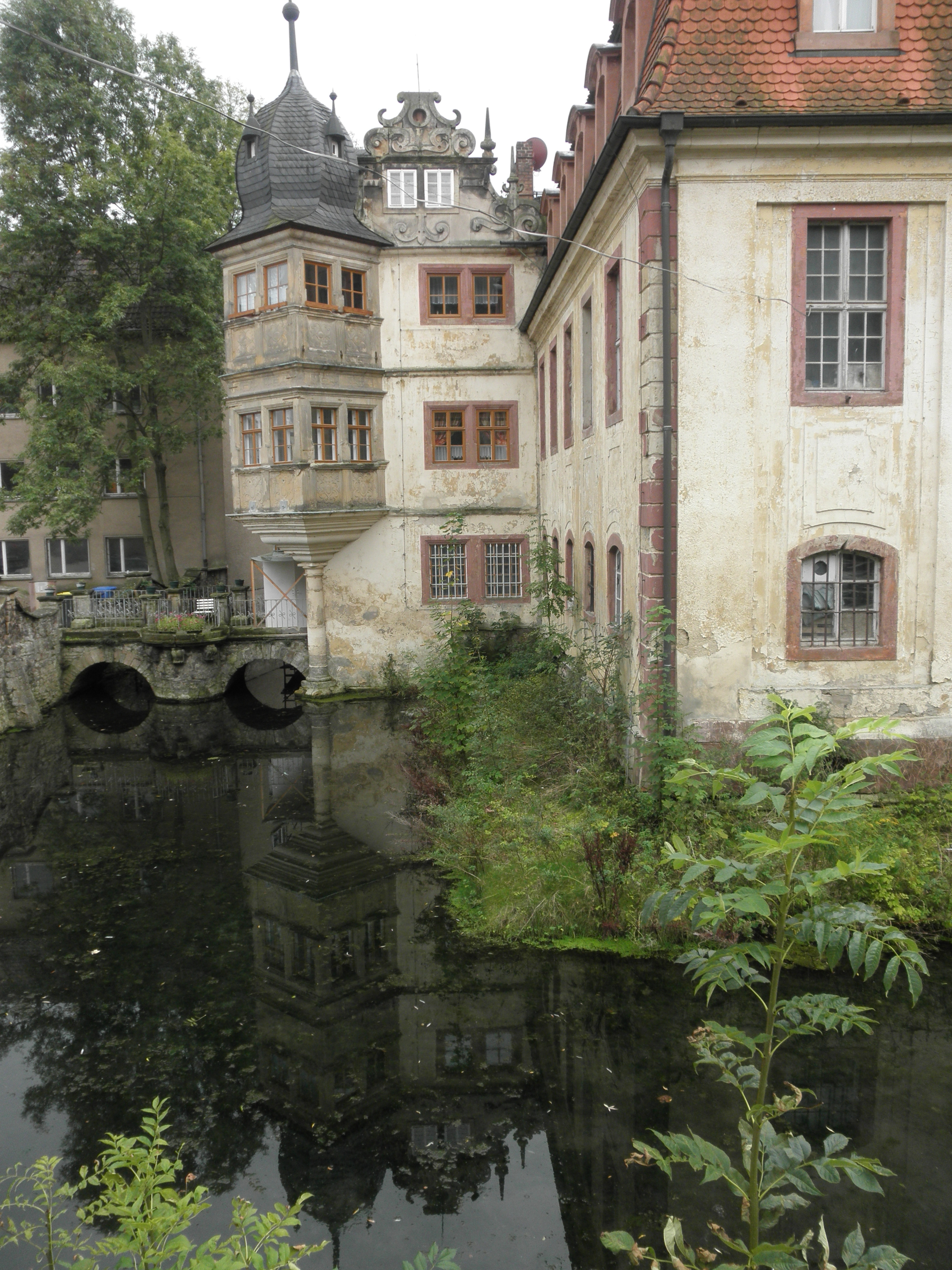
Renaissance-Erker
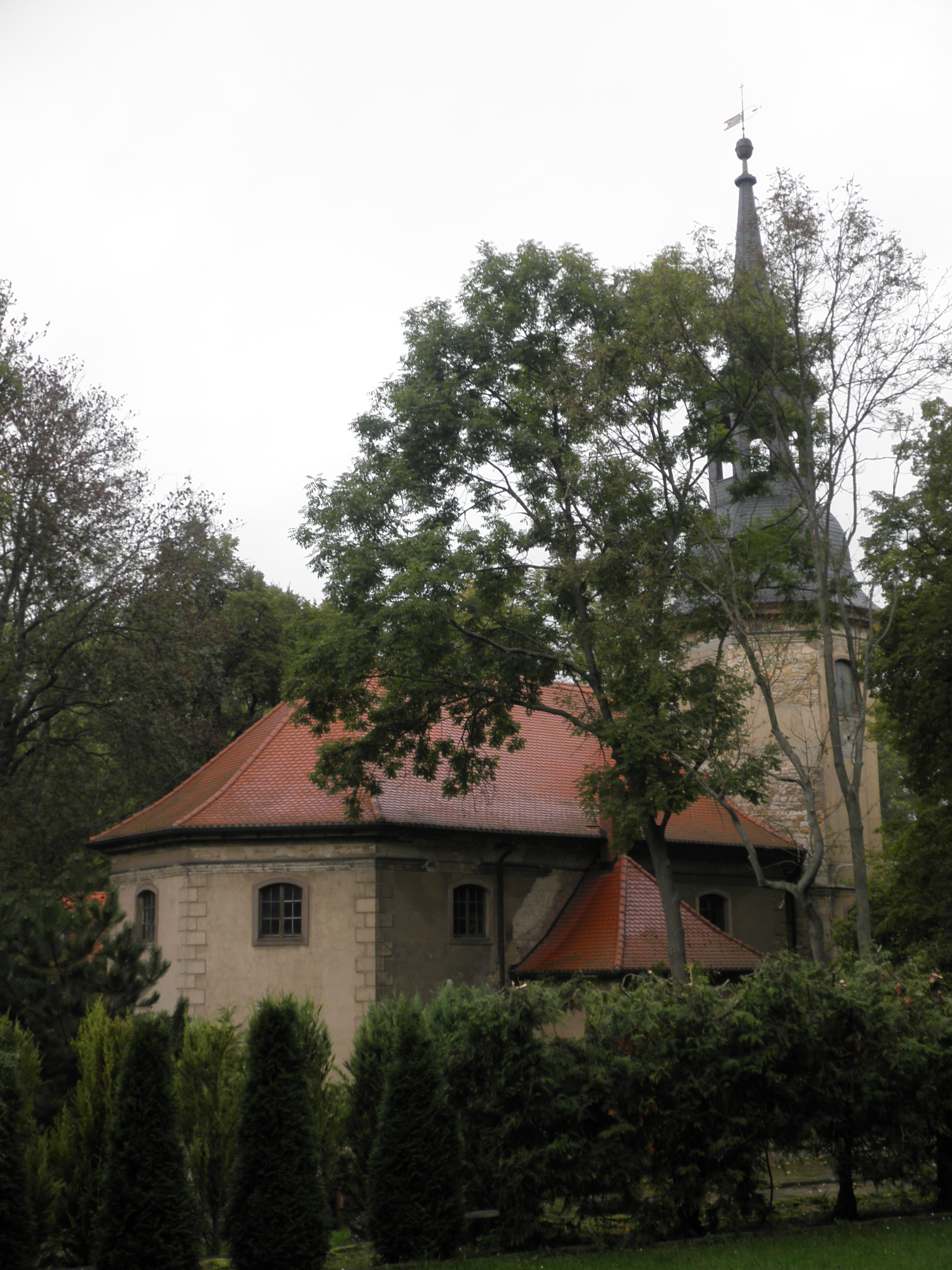
Schlosskirche (Lutherkirche)
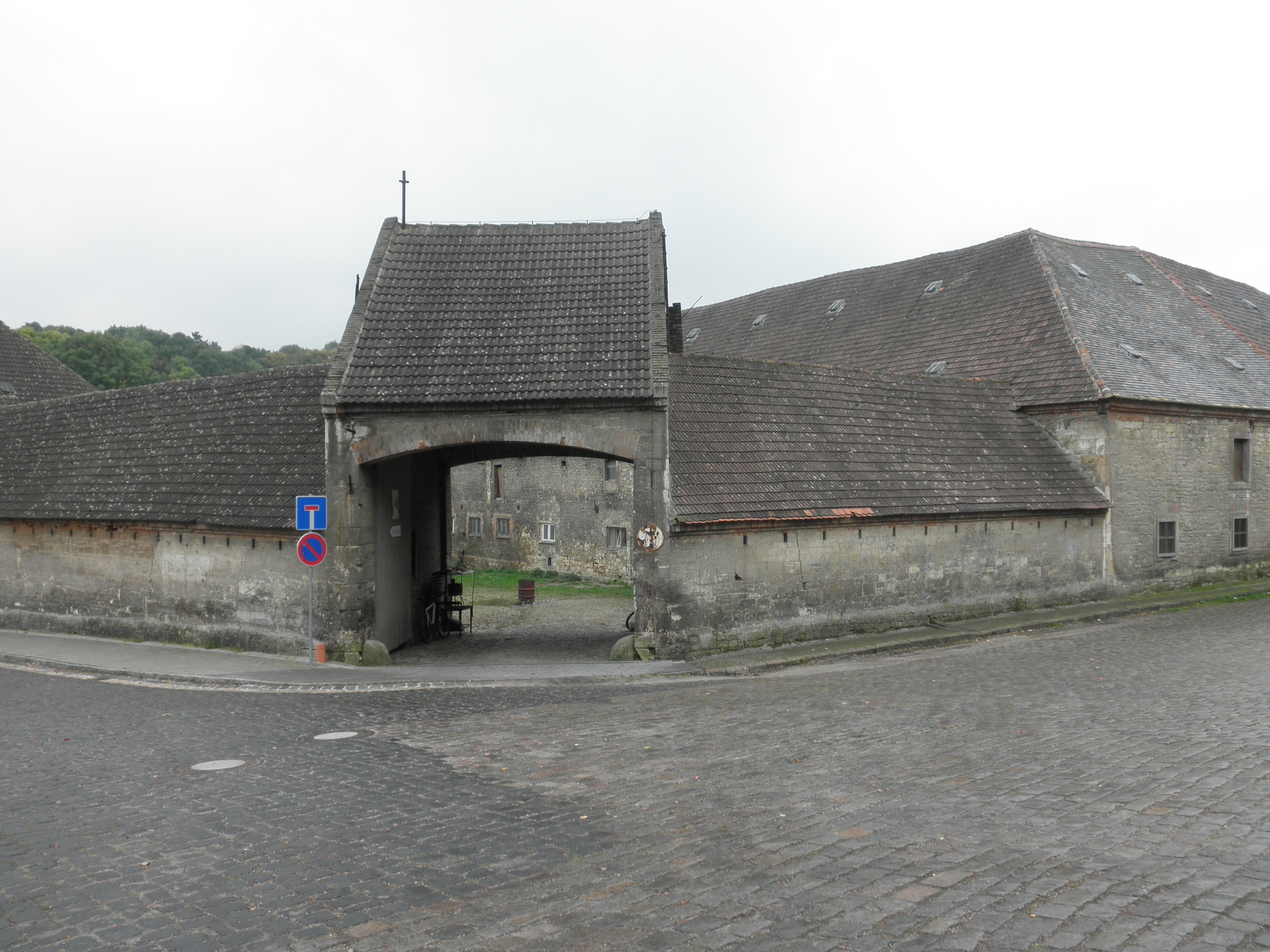
Tor zum Wirtschaftshof
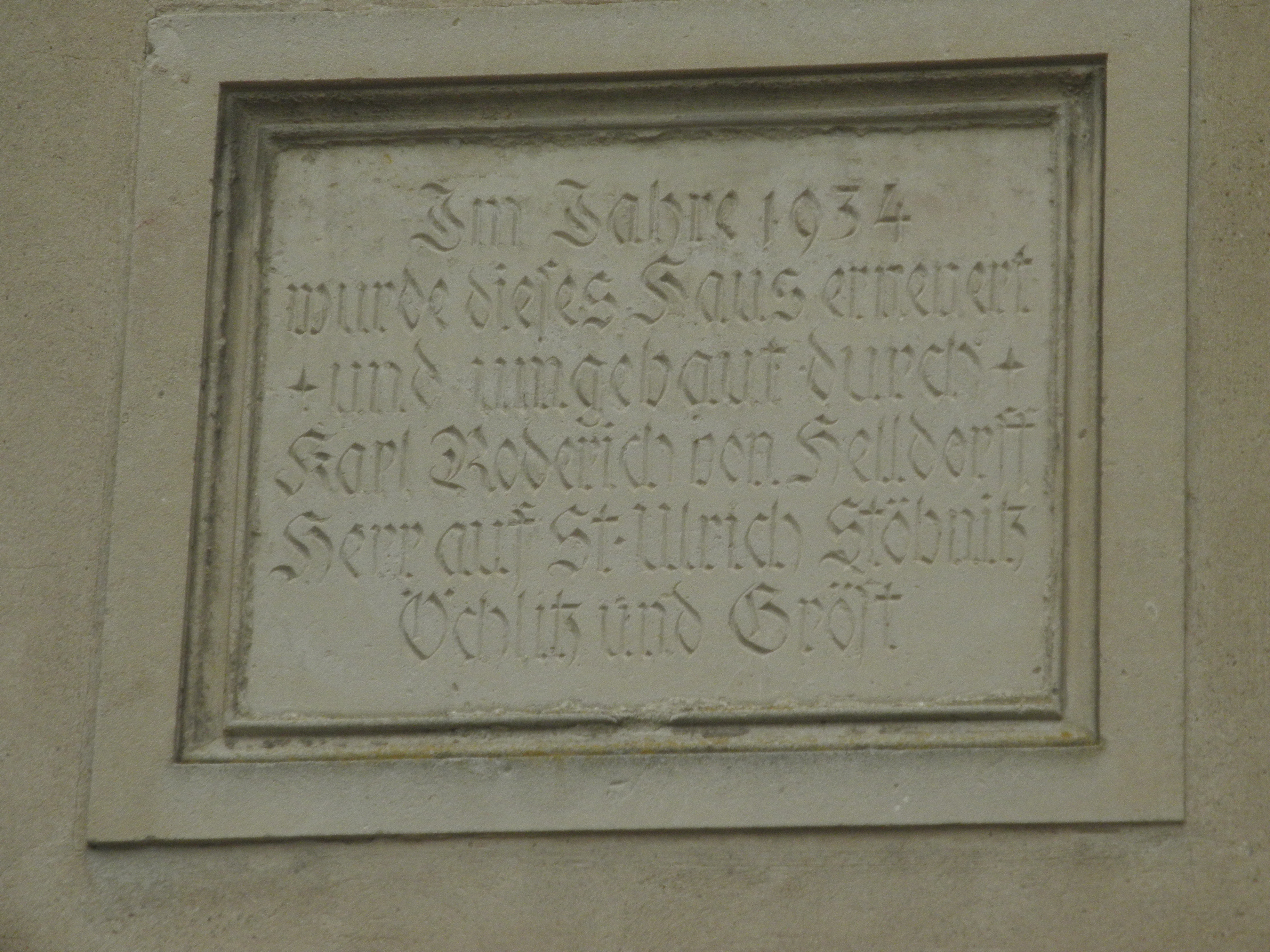
Inschrift zur Erneuerung von 1934 im Wirtschaftshof

Der Wirtschaftshof des Ritterguts St. Ulrich besteht aus imposanten und sehr soliden Gebäuden. Zur DDR-Zeit war es Volkseigenes Gut (VEG). An den Wänden finden sich noch Losungen aus der frühen DDR-Zeit: „Die Nationale Front kämpft für die Verteidigung der deutschen Kultur“ (alles in Großbuchstaben und Schwarz-Rot-Gold an den Seiten). An anderer Stelle sieht man die aufgemalten Embleme von Jungen Pionieren, FDJ und FDGB.
Eine 1868 an Stelle einer ehemaligen Pulvermühle errichtete Herrenmühle oder Gutsmühle, stellte den eigentlichen Mühlenbetrieb 1933 ein und transportierte mit ihrem damals oberschlächtigen Mühlrad nur noch Wasser für den Gutsbedarf. Heute dreht sich hier ein unterschlächtiges Mühlrad bei spärlichem Wasserfluss.
Unweit des Schlosses steht die Schlosskirche oder Lutherkirche. Sie wurde 1790–1795 in spätbarockem Stil nach Plänen des Merseburger Stiftsbaumeisters J. W. Crysellius erbaut. Die ansprechende Innenausstattung ist erhalten. Ende der 1980er Jahre erfolgte eine Innensanierung, Anfang der 1990er Jahre die Außensanierung.